# 來吧！焙焙！
來吧！焙焙！由一對兄妹組成，成員包括哥哥鄭焙隆（阿焙）、妹妹鄭焙檍（焙焙），為一台灣重唱組合團體，英文團名為Come On! Baybay!。在2007年組成，組成活躍於台灣各獨立音樂表演場域，例如女巫店、The Wall、海邊的卡夫卡等等，2010年1月5日發行首張全創作專輯《無所畏懼與寬容》；2012年7月6日發行第二張專輯《真實的印象》；2014年5月23日發行第三張個人專輯《私人經驗》。曾得到政大金旋獎創作組第三名與最佳作詞，首張專輯《無所畏懼與寬容》則入圍第二十一屆金曲獎最佳演唱組合。
二位團員母親為第十屆中華民國立法委員陳椒華。

## 團名由來
取自於「Come On! Baby!」的諧音。

## 重要記錄[1]
| 年份   | 紀錄 |
| ------ | --- |
| 2007年 | 鄭焙隆與鄭焙檍正式組成「來吧！焙焙！」                                                                       |
| 2007年 | 東吳金弦獎 第三名、最佳作詞                                                                                  |
| 2007年 | 政大金旋獎 第三名、最佳作詞                                                                                  |
| 2007年 | 鄭焙隆入圍海洋音樂祭初賽；參加熱浪搖滾                                                                       |
| 2008年 | 〈迷路〉收錄於合輯 《Back 2 The Future Vol.2》（Feat. 太空蛋糕）                                             |
| 2009年 | 〈We All Know That Someday We Will Die〉 收錄於合輯 《Back 2 The Future Vol.3》                              |
| 2009年 | 參加第三屆草地音樂節；〈王老先生有塊地〉 收錄於合輯《王老先生有塊地》                                        |
| 2009年 | 發行專輯《無所畏懼與寬容》，首波歌曲 〈全世界我最喜歡你（可是你都不知道）放上youtube僅一周即超過50萬瀏覽次數 |
| 2010年 | 來吧！焙焙！《無所畏懼與寬容》入圍第21屆金曲獎流行音樂類-最佳演唱組合獎                                      |
| 2012年 | 發行專輯《真實的印象》，並展開北中南多場LIVE演唱會                                                           |
| 2014年 | 發行專輯《私人經驗》，並展開台灣北中南、及香港共四場LIVE演唱會。                                             |
| 2014年 | 和前東家彎的音樂和平分手，成立自主練習工作室。                                                               |

## 音樂專輯列表

### 錄音室專輯
| 專輯次序   | 專輯名稱           | 發行日期      | 發行版本 |
| ---------- | ------------------ | ------------- | -------- |
| 第一張專輯 | 《無所畏懼與寬容》 | 2010年1月5日  |          |
| 第二張專輯 | 《真實的印象》     | 2012年7月6日  |          |
| 第三張專輯 | 《私人經驗》       | 2014年5月23日 |          |

### 單曲、EP
| 年份   | 歌曲名           |
| ------ | ---------------- |
| 2015年 | 明天(我的朋友……) |
| 2015年 | 安娜的舞會       |
| 2016年 | 我自願的奉獻     |
| 2016年 | 荒原             |
| 2021年 | 回到現在         |
| 2021年 | 豐盈與匱乏的孩子 |

### 現場錄音專輯
| 年份   | 專輯名稱               |
| ------ | ---------------------- |
| 2022年 | 《回到現在：現場錄音》 |

## 外部連結
- 來吧！焙焙！官方FB粉絲頁的Facebook專頁
- 來吧！焙焙！indievox專頁